# The Bulletin (Bruxelles)
Pour les articles homonymes, voir The Bulletin.
The Bulletin est un ancien magazine hebdomadaire publié à Bruxelles en Belgique, ainsi qu'un site web d'actualité de langue anglaise. Fondé en 1962, c'est le plus ancien magazine hebdomadaire en anglais en Belgique, et l'une des plus anciennes publications de langue anglaise en Europe continentale. Lorsque la version papier de l'hebdomadaire a cessé d'être publiée en 2012, il revendiquait un lectorat de 45 000 personnes, issu pour la plupart de la vaste communauté d'expatriés de l'Union européenne de la capitale. Le Bulletin continue toutefois à être publié en ligne.
Parmi les contributeurs réguliers figurent l'auteur et ancien parlementaire travailliste britannique Dick Leonard, qui écrit sur la politique belge, et John Palmer, anciennement éditeur européen de The Guardian (Londres) et ancien directeur politique du think tank European Policy Centre.

## Histoire
« From now on, non-Belgian, English-speaking residents have a voice of their own.  That voice: The Bulletin. YOUR weekly. »
— Monique Ackroyd, The Bulletin, vol. 1, 21 septembre 1962 

« À partir d'aujourd'hui, les résidents non-belges anglophones ont une voix propre. Cette voix, c'est celle du Bulletin. VOTRE hebdomadaire »
— The Bulletin, vol. 1, 21 septembre 1962
Le 21 septembre 1962, Monique Ackroyd paracheva le premier numéro de ce Bulletin. Créé dans le sous-sol de sa maison uccloise, il comptait 8 pages et coûtait 5 francs belges. La publication a été accueillie avec enthousiasme par la communauté anglophone bruxelloise : dès sa deuxième édition, sa taille avait été augmentée à 12 pages. Bien que la situation soit bonne pour le Bulletin, ce n'est qu'en 1967, avec le déménagement du siège de l'OTAN, de Paris à Bruxelles, que le lectorat a vraiment décollé. Doté d'un nouveau bureau à Uccle, le tirage du magazine a augmenté et le nombre de pages doublé pour atteindre 48. En 1969, le tirage atteignait les 3 000 exemplaires, permettant un nouveau déménagement du Bulletin vers la zone du Sablon, au-dessus du restaurant Le Vieux Saint-Martin.
En 1971, l'un des auteurs indépendants du Bulletin, le journaliste Jean Lambert du Sunday Times, encouragé par l'éditeur, Aislinn Dulanty, décida de lancer une campagne pour l'interdiction de la circulation sur la Grand-Place. Une pétition aboutit à un succès partiel en mars 1971, lorsque l'on y interdit le stationnement, mais la circulation y était encore autorisée. Le Bulletin continua à se battre et organisa une manifestation de protestation sous la forme d'un pique-nique, qui eut le 25 juin. « Venez avec vos enfants, votre grand-mère, votre parapluie (au cas où), » disaient les affiches. La réponse a été sensationnelle, et l’événement un immense succès.
En raison de l'impact positif des campagnes ainsi que l'élargissement de la CEE et de la communauté des expatriés de Bruxelles, Ackroyd Publications lança What's On, un guide de divertissement, en 1975. Trois ans plus tard, la société grandissante  déménagea dans de nouveaux bureaux, situé sur l'avenue Louise.
Les années 1980 furent une bonne décennie pour le Bulletin. C'était une publication reconnue, qui produisait du journalisme sérieux qui reflétait l'évolution de la scène urbaine. Il proposait une section « Rambler » de réflexion de Cleveland Moffett, couvrant de nombreux aspects de la vie urbaine, Dick Leonard expliquant les nuances de la politique Belge, et Geoff Meade ironisant sur la vie en Belgique avec son « Meadelets et catlets ». En 1986, ses flux de trésorerie furent suffisants pour investir dans une maison à l'angle de l'avenue Molière.
Dans les années 1990, un changement de rédacteur survint, de Aislinn Dulanty à sa fille, Brigid Grauman. Le Bulletin poursuivit son ascension en recrutant de nouveaux journalistes, et le lancement de plusieurs titres, dont un magazine de design intitulé Look et un magazine de bord pour la compagnie aérienne nationale Belge Sabena.
Entre 1992 et 1994, Le Bulletin fit état d'une campagne menée par les expatriés de différentes nationalités à l'encontre de la BBC Radio 4. Des rumeurs de l'arrêt de la chaîne surgirent, provoquant l'indignation parmi les auditeurs. Même s'il s'avéra qu'il s'agissait simplement d'un changement depuis les longues ondes vers la FM, une manifestation de l'organisation fut tout de même fondée. North Europe Save Radio 4 envoya des pétitions et des télécopies jusqu'à ce que la BBC accepte de conserver le programme sur les ondes longues.
En 2007, Ackroyd Publications fut acquis par Corelio, un groupe de presse flamand connu aujourd'hui sous le nom de Mediahuis, qui publie plusieurs quotidiens belges néerlandophones et francophones. Derek Blyth, devint alors rédacteur en chef. En 2011, Deborah Forsyth devint rédactrice en chef faisant fonction, suivie, plus tard dans l'année, par Tamara Gausi en tant que rédactrice en chef.
En 2012, le Bulletin a annoncé qu'il allait imprimer sa dernière édition en juillet. Cela fut annoncé aux abonnés dans une lettre qui proposait un remboursement aux personnes qui avait souscrit un abonnement à plus long terme. L'annonce déclarait qu'en raison de changements dans le marché et du rôle croissant de l'édition en ligne, le Bulletin ne serait plus imprimé, mais continuerait uniquement en ligne. Cette publication en ligne était auparavant une extension du Bulletin appelé xpats.com.
Le personnel du Bulletin est actuellement composé de Lisa Bradshaw en tant qu'éditrice en chef, Robyn Boyle, Katy Desmond et Julie Kavanagh.

## Publications associées
Newcommer est un magazine bisannuel destiné aux expatriés récemment arrivés en Belgique, qui fournit des informations pour les aider à s'installer et se sentir à la maison.
Flanders Today était un magazine hebdomadaire publié en langue anglaise basé à Grand-Bigard, non loin de Bruxelles. Lancé en octobre 2001 et entièrement financé par la Région flamande, et publié par Ackroyd Publications, il avait pour mission explicite de défendre les intérêts économiques, sociaux et culturels de la Région et Communauté flamandes au niveau interrégional et international. En outre, le magazine, bien qu'indépendant, devait entièrement se conformer à l'identité visuelle de l'autorité flamande, et ses marques commerciales figurative et verbale sont la propriété exclusive de la Région flamande.
WAB est un magazine d'information trimestriel qui se concentre sur les problèmes et les événements en Wallonie et à Bruxelles.